# Atiq Rahimi
Atiq Rahimi, pers. عتیق رحیمی (ur. 26 lutego 1962 w Kabulu) – afgański pisarz, eseista, reżyser i scenarzysta filmowy.

## Życiorys
W czasie wojny wywołanej radziecką interwencją wyemigrował do Pakistanu, następnie osiadł we Francji, gdzie uzyskał azyl polityczny. Studiował na Sorbonie, następnie pracował w firmie produkcyjnej, gdzie realizował filmy dokumentalne i reklamowe. 
Jako pisarz debiutował pod koniec lat 90. napisaną w języku perskim minipowieścią Ziemia i popioły. Jej akcja rozgrywa się w czasie wojny, gdy starzec z wnukiem wędruje by przekazać synowi wiadomość o zniszczeniu rodzinnej wioski. W 2004 Rahimi zekranizował swój utwór. 
Jest autorem jeszcze dwóch książek w języku perskim. W 2008 opublikował swą pierwszą powieść napisaną w języku francuskim, Kamień cierpliwości. Jej bohaterką jest Afganka czuwająca przy rannym mężu. Książka została uhonorowana Nagrodą Goncourtów. Rahimi również i ją zekranizował w 2012.
Twórca filmu Maria Panna Nilu (2019). Zasiadał w jury konkursu głównego na 76. MFF w Cannes (2023).

## Odznaczenia
- 2021 komandor Orderu Sztuki i Literatury[2]

## Polskie przekłady
- Ziemia i popioły (Chakestar-o-chak, 2000)
- Kamień cierpliwości (Syngué sabour. Pierre de patience, 2008)